# 케빈 브레즈나한
케빈 브레즈나한(1968년 11월 24일 ~ )은 미국의 배우이다.

## 출연 작품

### 영화
- 얼라이브 - 로이 할리 역
- 아이 러브 트러블
- 파이널 캅
- SLC 펑크! - 크리스 역
- 윈터스 본
- 맨하탄 녹턴 - 론 역
- 시즈

### 드라마
- 법과 질서 - 뉴욕 특수 수사대